# Meridiano (São Paulo)
Meridiano é um município brasileiro do estado de São Paulo. Tem uma população de 4.697 habitantes (IBGE/2024). O município é formado somente pelo distrito sede, que inclui o povoado de Santo Antônio do Viradouro.

## História
Na década de 1940 chegavam naquele local exploradores e aventureiros e pessoas em geral que procuravam construir uma qualidade de vida melhor, explorando as terras férteis, tomaram glebas no núcleo dos existentes córregos São João Maravilha, Pedras e Marinheiro, assim sendo os dominantes senhores Ernesto Cavalin e João Machado Pereira, que marcaram o início a cidade com suas áreas.

### Elevação à categoria de distrito
Manifestaram-se nos arrendatários e em demais pessoas o interesse em consolidar residências na região. Nascia mais um povoado com nomes: São João da Maravilha e São José da Maravilha. Tais nomes permaneceram até o dia em que foi elevado à categoria de distrito de paz em 24 de dezembro de 1948, através da Lei Estadual nº 233, promulgada pelo Governador Adhemar Pereira de Barros, recebendo o nome de Meridiano.

### Emancipação política
Na categoria distrito pertenceu à Fernandópolis com a estrutura de uma cidade adolescente que almejava-se a emancipação política com administração independente, que tornou-se real em 18 de fevereiro de 1959 pela Lei Estadual nº 5285.
A instalação foi em 1 de janeiro de 1960, iniciando com o senhor Donato Marcelo Balbo, que foi responsável por edificar os alicerces do município e os serviços municipais em meio a uma administração cheia de dificuldades pela escassez de equipamentos e pessoal, que foram superadas com o tempo. Balbo  entregou o município ao sucessor com evidentes sinais de progresso.

## Geografia
Localiza-se a uma latitude 20º21'33" sul e a uma longitude 50º10'24" oeste, estando a uma altitude de 529 metros. Possui área de 229,2 km².

## Demografia

### População
| Crescimento populacional                             | Crescimento populacional | Crescimento populacional | Crescimento populacional |
| Ano                                                  | População Total          |                          | %±                       |
| ---------------------------------------------------- | ------------------------ | ------------------------ | ------------------------ |
| 1960                                                 | 5 946                    |                          | —                        |
| 1970                                                 | 5 795                    |                          | −2,5%                    |
| 1980                                                 | 3 771                    |                          | −34,9%                   |
| 1991                                                 | 3 784                    |                          | 0,3%                     |
| 2000                                                 | 4 025                    |                          | 6,4%                     |
| 2010                                                 | 3 855                    |                          | −4,2%                    |
| 2022                                                 | 4 572                    |                          | 18,6%                    |
| Est. 2024                                            | 4 697                    | [ 8 ]                    | 2,7%                     |
| Fontes: Censos Demográficos IBGE e Estimativas SEADE |                          |                          |                          |

### Dados demográficos
Dados do Censo - 2010
População total: 3.855
- Urbana: 2.674
- Rural: 1.181
- Homens: 1.892[13]
- Mulheres: 1.963

Densidade demográfica (hab./km²): 16,82

### Dados do Censo - 2000
Mortalidade infantil até 1 ano (por mil): 15,38
Expectativa de vida (anos): 71,48
Taxa de fecundidade (filhos por mulher): 2,48
Taxa de alfabetização: 86,70%
Índice de Desenvolvimento Humano (IDH-M): 0,762
- IDH-M Renda: 0,661
- IDH-M Longevidade: 0,775
- IDH-M Educação: 0,849

(Fonte: IPEADATA)

## Política e administração

### Mandatos
| Legislatura | Vigência                | Prefeito                         |
| ----------- | ----------------------- | -------------------------------- |
| 1ª          | 01/01/1960 a 31/12/1963 | Donato Marcelo Balbo             |
| 2ª          | 01/01/1964 a 31/12/1968 | Joaquim Chanes Casquet           |
| 3ª          | 01/02/1969 a 31/01/1973 | Donato Marcelo Balbo             |
| 4ª          | 01/02/1973 a 31/01/1977 | Joaquim Chanes Casquet           |
| 5ª          | 01/02/1977 a 31/01/1983 | José Rissato                     |
| 6ª          | 01/02/1983 a 31/12/1988 | Irceu Fagundes                   |
| 7ª          | 01/01/1989 a 31/12/1992 | Luiz Rizzato                     |
| 8ª          | 01/01/1993 a 31/12/1996 | Irceu Fagundes                   |
| 9ª          | 01/01/1997 a 31/12/2000 | José Torrente Diogo de Farias    |
| 10ª         | 01/01/2001 a 31/12/2004 | Vilma Aparecida Caineli da Silva |
| 11ª         | 01/01/2005 a 31/12/2008 | José Torrente Diogo de Farias    |
| 12ª         | 01/01/2009 a 31/12/2012 | José Torrente Diogo de Farias    |
| 13ª         | 01/01/2013 a 31/12/2016 | Aristeu Baldin                   |
| 14ª         | 01/01/2017 a 03/04/2019 | Orivaldo Rizzato                 |
| 15ª         | 01/01/2019 a 31/12/2020 | Maicon Fabiano de Oliveira       |
| 16º         | 01/01/2021 a 13/07/2023 | Marcia Cristina Adriano de Lima  |

## Infraestrutura

### Comunicações
O sistema de telefones automáticos foi inaugurado na cidade pela Companhia de Telecomunicações do Estado de São Paulo (COTESP) em 1974. Já o sistema de discagem direta à distância (DDD) foi implantado em 1989 pela Telecomunicações de São Paulo (TELESP), com o código de área (0174).
Na década de 90 o código DDD da cidade foi alterado para (017), para padronização do sistema telefônico com a telefonia celular que estava sendo implantada em todo o estado.

## Religião
O Cristianismo se faz presente na cidade da seguinte forma:

### Igreja Católica
- A igreja faz parte da Diocese de Jales.[18]

### Igrejas Evangélicas
- Assembleia de Deus Ministério do Belém.[19][20]
- Congregação Cristã no Brasil.[21]